# Carlos Belmonte Martínez
Carlos Belmonte Martínez (Albacete, 24 d'octubre de 1943) es un neurocientífic espanyol, acadèmic de la Reial Acadèmia de Ciències Exactes, Físiques i Naturals.

## Biografia
Llicenciat el 1960 i doctorat el 1969, en medicina i cirurgia per la Universitat Complutense de Madrid. Especialitzat en anàlisi clínica, el 1973 va obtenir la càtedra de Fisiologia General i Especial de la facultat de medicina de la Universitat Miguel Hernández d'Alacant, on fou director del Departament de Fisiologia i Bioquímica i director de l'Institut de Neurociències (1997-2007). De 1973 a 1980 fou catedràtic a la Universitat de Valladolid. També ha estat professor adjunt a la Universitat de Utah (1986-2000) i investigador associat a diversos centre de Sydney (Austràlia). Des de l'any 2009 forma part de l'equip investigador de la Fundació de Recerca Oftalmològica (Institut Oftalmològico Fernández-Vega).
Entre les seves principals troballes científiques està la demostració que les propietats de les neurones sensorials primàries depenen del tipus de receptor sensorial que innerven. També ha demostrat l'existència d'un circuit nerviós per a la regulació de la pressió intraocular. Ha realitzat la primera descripció funcional dels tipus de receptors sensorials oculars, en concret dels nociceptors, els receptors encarregats del dolor. També ha demostrat que aquests posseeixen mecanismes separats per a la detecció d'estímuls mecànics i químics o tèrmics.
En 2000 fou escollit acadèmic de la Reial Acadèmia de Ciències Exactes, Físiques i Naturals; en va prendre possessió en 2002 amb el discurs Las imágenes del mundo. De los receptores sensoriales a las sensaciones. També ha estat president de la Societat Espanyola de Neurociència, acadèmic electe de les Reials Acadèmies de Medicina de Valladolid i València i Acadèmic d'Honor de l'Acadèmia de Medicina i Cirurgia de Múrcia, i membre de l'Acadèmia Europea.

## Premis
- Premi Nacional d'Investigació Educativa (1978)
- Medalla d'Or de la Universitat d'Alacant (1982)
- Premi Alberto Sols a La Mejor Labor Investigadora en Ciencias de la Salud (1991)
- Premi Rei Jaume I d'Investigació Mèdica (1992)
- Premi Nacional de Biologia i Biomedicina Càtedra Severo Ochoa (1995)
- Premi Nacional d'Investigació Gregorio Marañón (2008)
- Doctor Honoris Causa per la Universidad de Castilla-La Mancha (2011)
- Distinció de la Generalitat Valenciana al Mèrit Científic (2011)[4]

## Obres
- Las imágenes del mundo. De los receptores sensoriales a las sensaciones (2001)
- El dolor y sus mecanismos periféricos (1993)
- Universidad y Salud (1983)
- La Enseñanza de la Fisiología en España (1982)
- El control nervioso de la presión y la circulación intraoculares (1969)